# Colonia Olímpica
Colonia Olímpica är en ort i Mexiko.   Den ligger i kommunen Atoyac de Álvarez och delstaten Guerrero, i den södra delen av landet, 290 km sydväst om huvudstaden Mexico City. Colonia Olímpica ligger 30 meter över havet och antalet invånare är 422.
Terrängen runt Colonia Olímpica är varierad. Runt Colonia Olímpica är det ganska glesbefolkat, med 50 invånare per kvadratkilometer. Närmaste större samhälle är Atoyac de Álvarez, 4,9 km norr om Colonia Olímpica. Omgivningarna runt Colonia Olímpica är en mosaik av jordbruksmark och naturlig växtlighet.